# ReactJS
ReactJS (o també React.js) és una Biblioteca informàtica de JavaScript de codi obert amb l'objectiu de desenvolupar interfícies d'usuari. ReactJS és mantingut per Facebook, Instagram i una comunitat de desenvolupadors individuals i empreses. ReactJS permet als desenvolupador crear aplicacions web de grans dimensions que empra dades que poden canviar amb el temps sense recarregar la pàgina. El principal objectiu de ReactJS és la rapidesa, simplicitat i escalabilitat. ReactJS només processa les interfícies d'usuari. ReactJS es correspon amb la implementació Model-Vista-Controlador (MVC) i es pot emprar conjuntament amb d'altres biblioteques JavaScript com ara AngularJS.

## Principals característiques

### DOM virtual
Model d'Objectes del Document (DOM) que permet renderitzar només els elements gràfics que han estat modificats (major velocitat). Útil quan tenim llistes de dades molt grans i només es produeixen petites modificacions.

### JSX
És una extensió del llenguatge JavaScript que està optimitzat en velocitat i captura d'errors en temps de compilació.

### Flux de dades en un sol sentit
Dota de simplicitat al protocol de comunicacions i permet una depuració més ràpida.

## Versions
| Versió | Noves característiques |
| ------ | --- |
| 16     | - El components poden retornar matrius i cadenes - Millora del manegador d'errors. - Suport a First-class per a lliurar un sub-arbre dins un altre DOM. - Mode streaming al costat de servidor. - DOM permet passar atributs no estàndard. |